# Сан-Франциський арсенал
Арсенал у Сан-Франциско, також відомий як Зброярня Національної гвардії у Сан-Франциско, Зброярня або просто Арсенал — історична будівля у місті Сан-Франциско, штат Каліфорнія, США. Будівля була зведена як зброярня для Національної гвардії США у 1914 році. Ззовні споруда подібна до замку та спроєктована у неомавританському стилі. Арсенал збудовано на території садів Вудворда, де раніше розташовувалися зоопарк, акваріум, артгалерея і парк розваг. Зброярня була побудована замість попередньої зброярні в іншому районі Сан-Франциско — Вестерн-Едішн, яка була знищена внаслідок землетрусу у 1906 році.
У 1920-х роках, всередині арсеналу проводили спортивні змагання з боксингу. Також зброярня відома завдяки її використанню студією порнографії Kink.com.

## Зброярня Національної гвардії
Арсенал використовувався як база для Національної гвардії США для придушення страйку на Західному узбережжі (також відомий як «Кривавий четвер»).
З 1976 року, будівля більше не використовується за призначенням після того, як Національна гвардія США перенесла зброярню у форт Фанстон.

## Спортивні заходи

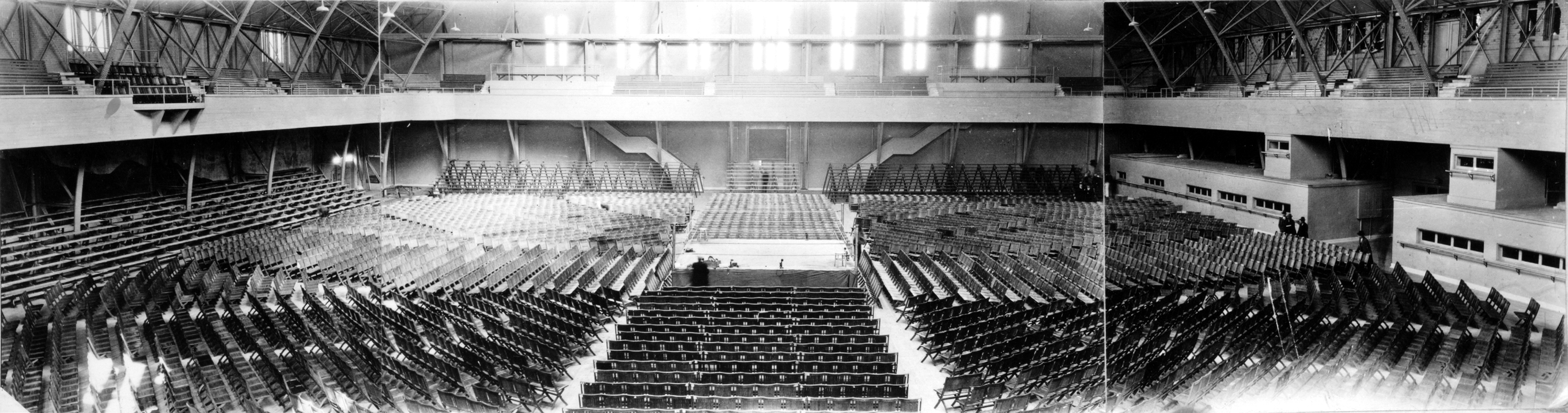
Інтер'єр зали арсеналу під час змагань з боксингу, 1928

З 1920-х до 1940-х років, Сан-Франциський арсенал був місцем для проведення спортивних змагань із боксингу. Протягом майже трьох десятиліть, щонайменше дві боксерські поєдинки відбувалися щотижня на арені. Ця арена була однією з найвідоміших у Сполучених Штатах.
Саме тут стався бій за титул у напівважкій вазі між Янгом Корбеттом ІІІ та Джекі Філдс. Також на арені відбувалися матчі між Майком Тігом і Джеком Томпсоном.

## 1976—2006
Починаючи з 1976 року, споруда в основному не використовувалася протягом наступних 30 років, хоч і була у 1978 році зареєстрована як історична пам'ятка 2 класу в Національному реєстрі історичних місць США.
Більшість сцен фільму «Зоряні війни: Імперія завдає удару у відповідь» були відзняті саме тут, а Сан-Франциська опера використовувала арсенал для репетицій до середини 1990-х років.
До того моменту, арсенал перебував у понівеченому стані. Протягом 1996—2006 років було запропоновано різні варіанти використання будівлі: склад, клініка, спортзал, бізнес-парк, елітне житло тощо. Жоден варіант не було реалізовано, оскільки тривали палкі суперечки у суспільстві, а також побоюючись джентрифікації.
Зрештою, споруда отримала прізвиська: «стадо білих слонів», «проклята» та «недружня будівля». Сходи на головному вході зброярні слугували місцем зборів скейтбордистів, отримавши назву «3-Up 3-Down».

## Kink.com (2006—2018)

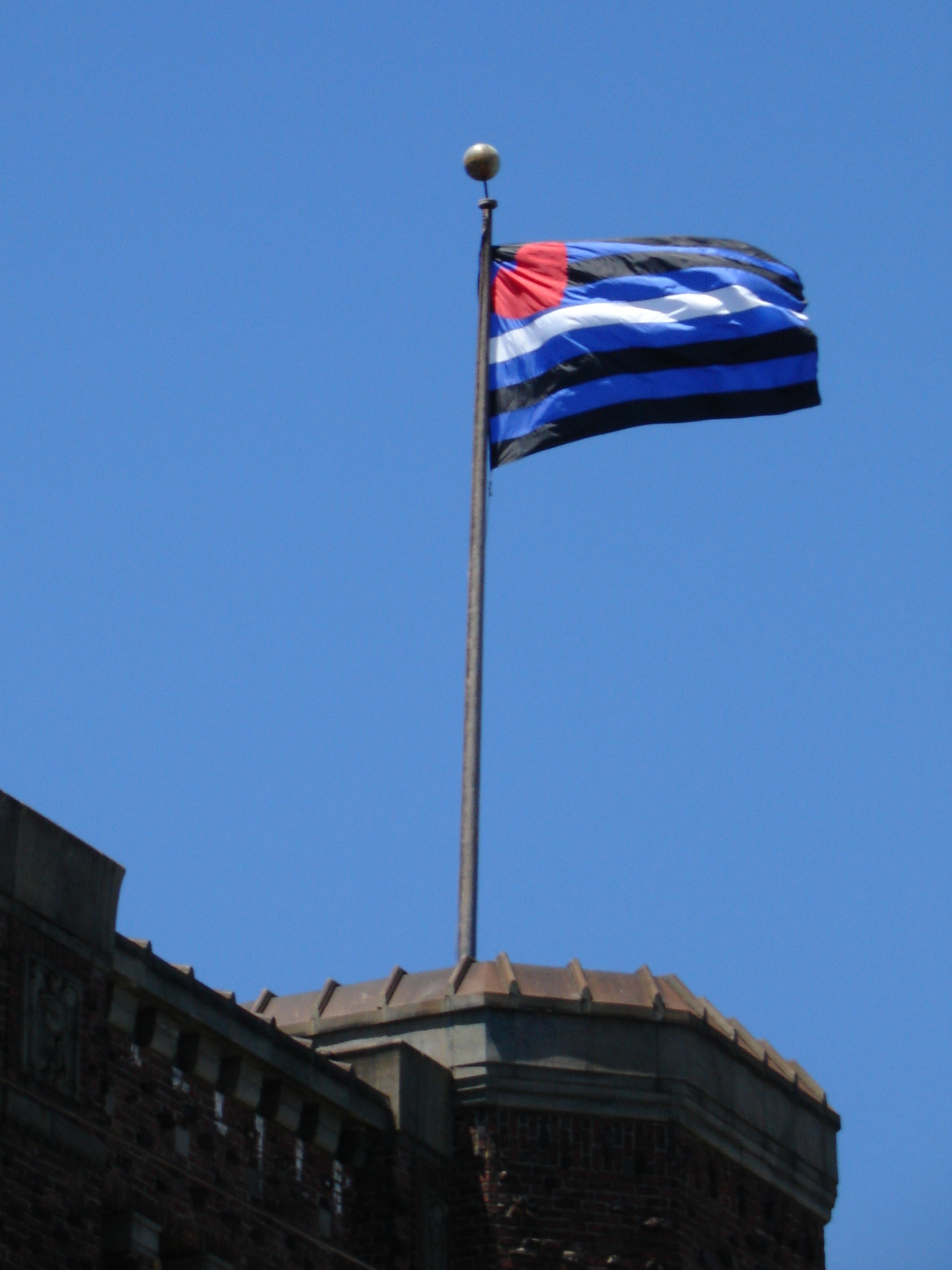
Прайд на будівлі зброярні, 2008

У кінці 2006 року, сайт БДСМ-порнографії Kink.com придбала арсенал за 14.5 мільйонів доларів. Вже у 2007 році компанія почала використовувати будівлю зброярні як студію для зйомки контенту 18+. Власник Kink.com Пітер Екворт заявив, що споруда добре відповідає потребам компанії і вона розпочне реставрацію будівлі. Також було оголошено про плани Kink.com придбати всі приміщення всередині зброярні для зйомки порнографії.
В результаті угоди про нерозголошення з попереднім власником, про продаж не було оголошено до січня 2007 року. Купівля арсеналу порнографічною студією викликала неоднозначну реакцію серед мешканців Сан-Франциско: хтось прийняв це як спосіб повернути бізнес на територію арсеналу, при цьому не змінюючи зовнішній вигляд будівлі; а комусь навпаки — не сподобалася ідея порностудії всередині історичної будівлі, оскільки вона розташована посеред житлового району поблизу шкіл.
Незабаром, на противагу використанню арсеналу Kink.com сформувалася організація під назвою «Mission Armory Community Collective»; група провела публічний протест біля зброярні на початку лютого 2007 року. Мер Сан-Франциско Ґевін Ньюсом також висловив стурбованість покупкою арсеналу сайтом порнографії та призначив спеціальне засідання комісії з планування Сан-Франциско у березні 2007 року для перегляду використання компанією будівлі. Комісія з планування заявила що Kink.com не порушує законодавство.
Хоча Kink.com заявила, що їхня діяльність буде невидимою для навколишнього району, сусідній притулок для жінок оголосив, що вони покинуть район. Прихисток планував переїхати у 2009 році, коли закінчився термін оренди, але заявив, що вони покинуть це місце через перевірку ЗМІ присутності Kink.com[джерело?].
Як повідомляє San Francisco Chronicle у 2018 році, після перших протестів, «Екворт врешті-решт отримав похвалу за реставраційні роботи, які він виконав на цегляному неомавританському замку, який довгий час був порожнім».
У кінці 2007 року, Екворт запропонував Сан-Франциській комісії з планування перетворити частину арсеналу у вебкам-кондомініум, при цьому зауваживши, що «чіткого плану використання зброярні для чогось іншого, крім звичайної кіностудії, немає».
У січні 2017 року, Kink.com оголосила про припинення використання Сан-Франциського арсеналу для виробництва фільмів. У 2018 році будівлю придбала фірма з нерухомості в Нешвіллі.

### Заходи у зброярні
У травні та грудні 2008 року, у Сан-Франциському арсеналі проводився ярмарок мистецтва під назвою «Mission Bazaar», на якому місцеві художники та майстри продавали свої роботи, а також вистави. Це був перший публічний захід у зброярні після 1970-х років.
Після цього, у будівлі арсеналу проводилися різноманітні заходи та спортивні змагання. Вхід був вільний для екскурсій та семінарів, пов'язаних із БДСМ.
У 2011 році розпочалася робота над залою — багатоцільовим простором для подій. Площа простору становить 40000 квадратних футів із заповнюваністю до 4000 осіб, купольною стелею висотою 80 футів та плавучою підлогою з клена листяних порід розміром у 33500 квадратних футів[джерело?].

## SF Armory LLC (2018–до сьогодні)
У січні 2018 року, будівля була продана за 65 мільйон доларів компанії SF Armory LLC, дочці інвестиційної компанії із Чикаго AJ Capital Partner. Новий власник заявив про плани розмістити офіс у верхніх двох поверхах, а решту здати в оренду виробничим компаніям.
Станом на 2018 рік, завдяки партнерству власника AJ Capital Partners та Skylight, фірмі з менеджменту, Сан-Франциський арсенал є місцем проведення розважальних заходів, наприклад, прокату фільму «Дивні дива».

## Скандал із ґрунтовними водами
Працівники Kink.com запевняють, що частина води з річки Мішн Крік протікає через підвал арсеналу.[джерело?]